# Чарлс Кингстън
Чарлс Кингстън (на английски: Charles Kingston) е ирландски журналист и писател на произведения в жанра криминален роман, съдебен трилър и документалистика.

## Биография и творчество
Чарлс Кингстън О`Махони е роден през 1884 г. в Мичълстаун, графство Корк, Ирландия. След завършване на образованието си работи като журналист.
Публикува редица популярни научни книги, които събират истории за измамници, убийци и различни мошеници, както и известни съдебни дела и истории на съдии. Първата му книга „The Viceroys of Ireland“ (Вицекралите на Ирландия) е издадена през 1912 г. Сред забележителните му документални книги са „Забележителни разбойници: Кариерата на някои забележителни престъпници в Европа и Америка“ (1921), „Обществени чувства“ (1922) и „Галерия на мошеници“ (1924). В периода 1923 – 1930 г. издава осем книги, посветени на закона и съдилищата, включително „Известни съдии и известни процеси“, „Съдии и осъдени“. Също така прави проучване на морганичните бракове; истории за Монте Карло; и изследване на литературните асоциации на Ешър и Темза Дитън, където живее през последните си години.
Твори по времето на Златните години на криминалните романи 20-те и 30-те години на 20 век. Много от романите му са поставени в Лондон, включително седемте книги с участието на Главен инспектор Уейк от Скотланд Ярд. Работата му показва ясно познаване на престъпния подземен свят в Лондон. В сюжетите си е пристрастен към прослойката на бохемите и техните любими места за забавление – нощните клубове в Лондон.
Първият му криминален роман „Stolen Virtue“ (Открадната добродетел) е издаден през 1921 г.
Първият му роман „Убийство в Пикадили“ от поредицата „Главен инспектор Уейк“ е издаден през 1936 г. Разглезеният безделник Боби Челдън се влюбва в красивата танцьорка Нанси в нощен клуб в Сохо, която обаче е привлечена от парите и имението, които той ще наследи. Пречка е чичо му Маси Челдън, който се противопоставя на брака, той е убит от бившият боксьор Нойзи Ръслин. С разследването на убийството се заема Инспектор Уейк, който ловко избягва всеки капан и всяка лъжа, които ще му попречат да разреши случая.
Чарлс Кингстън умира на 9 ноември 1944 г. в Съри, Англия.

## Произведения

### Самостоятелни романи
- Stolen Virtue (1921)
- A Miscarriage of Justice (1925)
- The Portland Place Mystery (1925)
- The Guilty House (1928)
- The Highgate Mystery (1928)
- The Infallible System (1929)
- The Great London Mystery (1931)
- Poison in Kensington (1934)
- Burning Conscience (1938)
- I Accuse (1939)
- The Secret Barrier (1939)
- Slander Villa (1939)
- Six Under Suspicion (1940)
- The Delacott Affair (1941)
- Murder Tunes In (1942)
- Mystery in the Mist (1942)

### Серия „Главен инспектор Уейк“ (Chief Inspector Wake)
1. Murder in Piccadilly (1936)
Убийство в Пикадили, изд.: ИК „Еднорог“, София (2021), прев. Иван Костурков
2. The Brighton Beach Mystery (1936)
3. The Circle of Guilt (1937)
4. The Rigdale Puzzle (1937)
5. Murder in Disguise (1938)
6. Death Came Back (1944)
7. Fear Followed On (1945)

### Документалистика
- The Viceroys of Ireland (1912)
- Famous Morganatic Marriages (1919)
- Remarkable Rogues: The careers of some notable criminals of Europe and America (1921)
- Royal Romances and Tragedies (1921)
- Society Sensations (1922)
- Famous Judges and Famous Trials (1923)
- Dramatic Days at the Old Bailey (1923)
- A Gallery of Rogues (1924)
- The Bench and the Dock (1925)
- The Judges and the Judged (1926)
- Enemies of Society (1927)
- Rogues and Adventuresses (1928)
- Law-Breakers (1930)
- The Shadow of Monte Carlo and other Stories of the Principality (1931)
- Literary Associations of Esher and Thames Ditton (1943)